# Karl Lund
Karl Fredrik Leonard Lund (Helsinki, 31 luglio 1888 – Helsinki, 11 dicembre 1942) è stato un ginnasta finlandese.

## Palmarès

### Olimpiadi
- 1 medaglia:
  - 1 argento (Stoccolma 1912 nel concorso libero a squadre)